# Dani Aquino
Dani Aquino, właśc. Daniel Aquino Pintos (ur. 27 lipca 1990 w Murcji) – hiszpański piłkarz występujący na pozycji napastnika w hiszpańskim klubie CD Badajoz. Wychowanek Realu Murcia. W swojej karierze grał także w takich drużynach, jak Real Valladolid, Real Oviedo, Atlético Madryt, Numancia, Racing Santander oraz AEK Larnaka. Były młodzieżowy reprezentant Hiszpanii. Syn Daniela Toribio Aquino, argentyńskiego piłkarza.